# Arachniodes tomitae
Arachniodes tomitae är en träjonväxtart som beskrevs av Satoru Kurata.
Arachniodes tomitae ingår i släktet Arachniodes och familjen Dryopteridaceae. Inga underarter finns listade i Catalogue of Life.